# Southern Air
Southern Air – ósmy album studyjny amerykańskiego pop rockowego zespołu Yellowcard. Został wydany 14 sierpnia 2012 przez wytwórnię Hopeless Records. Pierwszy singiel zatytułowany Always Summer został wydany 22 maja. Na albumie pojawia się również kilku artystów z innych zespołów powiązanych z Hopeless Records i zaprzyjaźnionych z Yellowcard, takich jak Alex Gaskarth (z All Time Low), Taylor Jardine (z We Are the In Crowd) i Cassadee Pope (z Hey Monday). 

## Lista utworów
1. Awakening - 04:24
2. Surface of the Sun - 3:44
3. Always Summer - 03:10
4. Here I Am Alive(feat. Tay Jardine) - 3:33
5. Sleep in the Snow - 4:03
6. A Vicious Kind - 3:53
7. Telescope(feat. Alex Gaskarth, Tay Jardine i Cassadee Pope) - 3:53
8. Rivertown Blues - 3:34
9. Ten - 4:47
10. Southern Air - 4:23